# Ludolf Camphausen

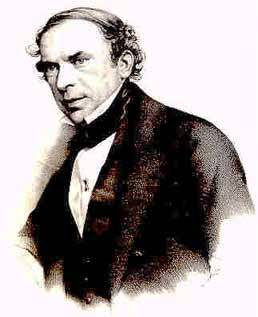
Ludolf Camphausen.

Gottfried Ludolf Camphausen, född den 10 januari 1803 i Hünshoven, departementet Roer, Frankrike, död den 3 december 1890 i Köln, var en preussisk politiker. Han var bror till Otto von Camphausen.
Camphausen var innehavare av en handels- och bankirfirma i Köln och befordrade ivrigt byggandet av järnvägar samt utvecklandet av ångfartygstrafiken. Han blev 1838 president för handelskammaren och invaldes 1842 i den rhenska provinsiallantdagen samt 1847 som liberal representant även i den förenade lantdagen. Våren och försommaren 1848 fungerade han som ministerpresident och var därefter till april 1849 Preussens ombud vid tyska furstedagen i Frankfurt. Camphausen uttalade sig mot kejsaridén och riksförfattningen av 1849 men var samtidigt en av initiativtagarna till den preussiska cirkulärnoten av den 23 januari 1849, som utlovande upprättandet av en fast förbundsstat under Preussens ledning. Han var 1849–1851 medlem av Preussens första kammare och 1850 även av andra kammaren i Erfurtförsamlingen. Brevväxlingen mellan Fredrik Vilhelm IV av Preussen och Camphausen utgavs 1906 av Erich Brandenburg.